# Where Are You Christmas?
«Where Are You Christmas?» (прибл. «Где же ты, Рождество?») — рождественская песня, написанная Мэрайей Кэри, Джеймсом Хорнером и Уиллом Дженнингсом для фильма Гринч — похититель Рождества в 2000 года. В фильме её сначала поёт Тейлор Момсен, сыгравшая Синди Лу.
Мэрайя Кэри написала полноформатную поп-версию песни с дополнительным текстом, переименованную в «Где же ты, Рождество?», для саундтрека к фильму. Песня была первоначально записана Кэри, но из-за судебного дела с её бывшим мужем Томми Моттолой её нельзя было выпустить, поэтому она была перезаписана и выпущена американской кантри-певицей Фейт Хилл. CD-сингл в исполнении Хилл был выпущен 11 декабря 2000 года. Было выпущено видео, в котором Хилл поёт из дома Гринча на вершине горы, с вкраплениями отрывков из фильма и эпизодическим появлением Момсен в роли Синди Лу.

## Состав
«Where Are You Christmas?» это рок-баллада, написанная Джеймсом Хорнером и Уиллом Дженнингсом, с дополнительными текстами, предоставленными Мэрайей Кэри. Песня написана в тональности си♭ мажор и настроена на медленный темп в 56 метрономов. Диапазон вокала Хилл составляет почти две октавы, от F3 до E♭5.
В интервью «Harper’s Bazaar» в 2021 году Кэри заявила, что она придумала дополнение к песне, которое превращает меланхолию в триумф.

## Критика и отзывы
Билли Дюкс из «Taste of Country» поставил песню на шестое место в списке 50 лучших рождественских кантри, написав, что песня была «трогательной» и что «Хилл исполняет её как женщина на вершине своей игры, какой она, безусловно, была». Назвав песню недооцененной, Пип Эллвуд-Хьюз из Entertainment Focus похвалил вокальное исполнение Хилл, написав, что «[она] звучит невероятно, поскольку раскрывает весь диапазон своего мощного голоса».
И наоборот, «The Atlantic» назвали эту песню одной из десяти «самых раздражающих» праздничных песен. «Она звучит как сумасшедшая, спрашивающая о воображаемом друге», как написал Кэмерон Мартин. Стив Симелс из «TV Guide» критиковал «Where Are You Christmas?» в своём обзоре фильма о Гринче, написав, что «никто, кроме полностью извращенных слухов, не должен задерживаться на заключительных титрах и песни Фейт Хилл».

## Спор об ярлыке

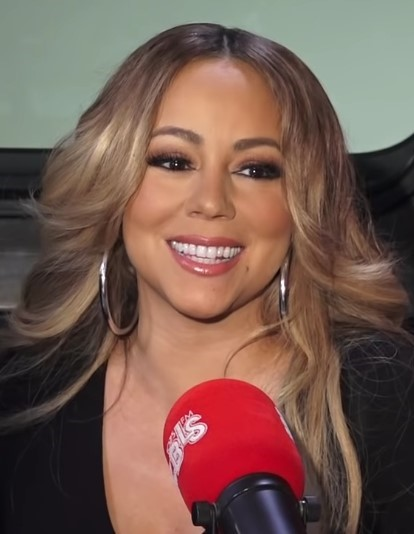
Мэрайя Кэри (на фото) была соавтором песни, но ей было отказано в выпуске её версии из-за продолжающейся судебной тяжбы с её бывшим мужем. С тех пор Кэри выразила желание выпустить свою версию.

Выпуск песни был связан с некоторыми разногласиями между американской певицей Мэрайей Кэри, которая написала песню в соавторстве с Джеймсом Хорнером и Уиллом Дженнингсом, против её бывшего мужа Томми Моттола, председателя и генерального директора Sony Music на то время. Во время их развода Моттола заблокировал выпуск песни Кэри из-за продолжающейся судебной тяжбы.
В 2020 году во время продвижения её мемуаров Кэри заявила в эпизоде «Смотрите, что происходит в прямом эфире с Энди Коэном», что «она действительно записала это, и где-то сохранилась демо версия её песни», но ей придётся «копаться в хранилище, чтобы найти [свою] версию». В 2021 году она заявила, что «с энтузиазмом, но не решается» выпустить свою версию песни.

## Ковер версии
«Where Are You Christmas?» была переделана в кавер версии различными артистами с момента его выпуска, такими как Джоджо Сива, Ali & Theo, The Blenders, Чарли Миллера, The Country Piano Players, Доминика Хаузера, Элизабет Саут, Джим Макдонаф, Джон Трейси, Mannheim Steamroller, Ник Лаше, Стивен С и Сью Келлер. В 2018 году американская группа Pentatonix также записала а капелла версию песни.

## Коммерческая производительность
«Where Are You Christmas?» достиг 10-го места в чарте Billboard Adult contemporary в январе 2001 года, став пятым синглом Хилла в десятке лучших в этом формате. Песня имела успех на радио, заняв 26-е место в чарте Hot Country Songs и 40-е место в чарте Adult Pop Songs. 65-е место в «Billboard» Hot 100. В 2013 году «Where Are You Christmas?» достиг 15-го места в сезонном чарте Holiday 100, в котором он продолжал появляться на протяжении 2010-х годов. Песня никогда не входила в Canadian Hot 100, но достигла высшей позиции 38 в компонентном чарте Hot Canadian Digital Songs в 2018 году.
«Where Are You Christmas?» занял седьмое место в списке самых продаваемых рождественских/праздничных цифровых синглов за всю историю SoundScan в 2016 году. По данным Nielsen SoundScan, по состоянию на декабрь 2019 года общий объём цифровых продаж записи Фейт Хилл достиг 1 002 000 загрузок.

## Чарты
| Чарт (2000—2018)                               | Высшая позиция |
| ---------------------------------------------- | -------------- |
| Канада (Hot Canadian Digital Songs, Billboard) | 38             |
| Нидерланды (Dutch Top 40)                      | 37             |
| Нидерланды (Single Top 100)                    | 35             |
| США (Billboard Hot 100)                        | 65             |
| США (Billboard Adult Contemporary)             | 10             |
| США (Billboard Adult Pop Airplay)              | 40             |
| США (Holiday 100, Billboard)                   | 15             |
| США (Billboard Hot Country Songs)              | 26             |

## Комментарии
1. ↑  На момент публикации статьи в ноябре 2016 года песня занимала седьмое место с продажами в 897 000 копий. С сертифицированными продажами 977 000 по состоянию на декабрь 2018 года песня теперь якобы должна занимать шестое место перед «Christmas Canon».